# Cenochromyia tripars
Cenochromyia tripars là một loài ruồi trong họ Asilidae. Cenochromyia tripars được Walker miêu tả năm 1861. Loài này phân bố ở miền Australasia.